# District de Doti
Le district de Doti (en népalais : डोटीा जिल्ला) est l'un des 77 districts du Népal. Il est rattaché à la province de Sudurpashchim Pradesh. La population du district s'élevait à 207 070 habitants en 2011.

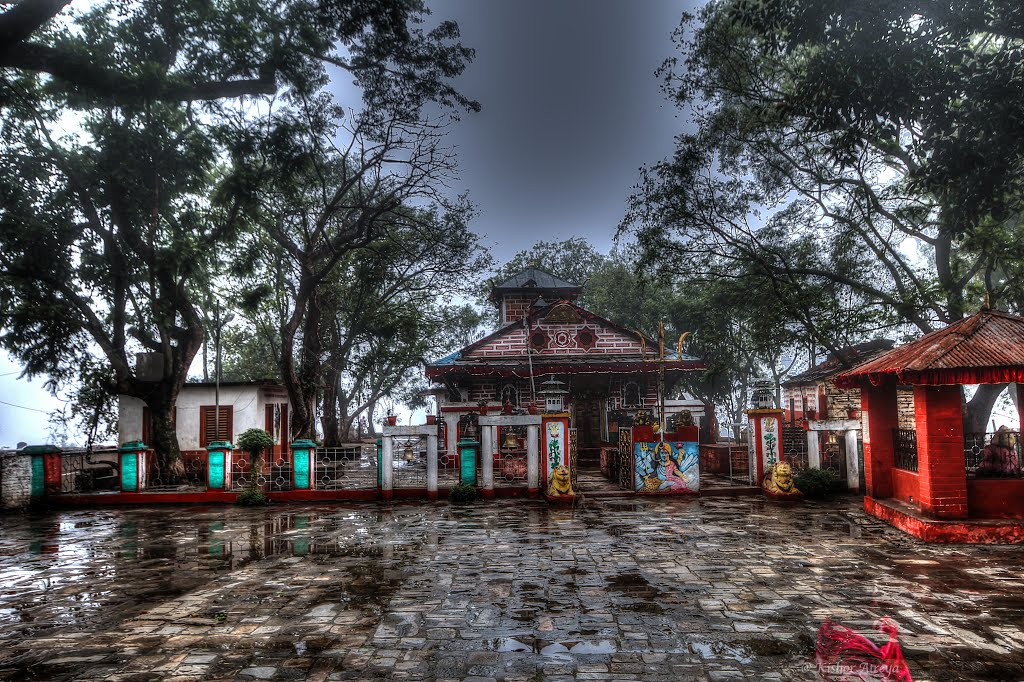
Temple Saileswori

## Histoire
Il faisait partie de la zone de Seti et de la région de développement Extrême-Ouest jusqu'à la réorganisation administrative de 2015 où ces entités ont disparu.

## Subdivisions administratives
Le district de Doti est subdivisé en 9 unités de niveau inférieur, dont 2 municipalités et 7 gaunpalikas ou municipalités rurales.
| # | Nom              | Nom en népalais | Type         | Population (2011) | Superficie (km2) |
| - | ---------------- | --------------- | ------------ | ----------------- | ---------------- |
| 1 | Dipayal Silgadhi | दिपायल सिलगढी       | municipalité | 32 941            | 162,62           |
| 2 | Shikhar          | शिखर             | municipalité | 31 801            | 585,37           |
| 3 | Purbichauki      | पूर्वीचौकी           | gaunpalika   | 22 483            | 117,66           |
| 4 | Badikedar        | बडीकेदार           | gaunpalika   | 16 720            | 332,55           |
| 5 | Jorayal          | जोरायल            | gaunpalika   | 20 824            | 419,09           |
| 6 | Sayal            | सायल             | gaunpalika   | 19 551            | 122,72           |
| 7 | Aadarsha         | आदर्श            | gaunpalika   | 23 945            | 128,47           |
| 8 | K.I.S.           | के.आई.सिं.         | gaunpalika   | 20 903            | 127,01           |
| 9 | Bogtan Foodsil   | बोगटान फुड्सिल       | gaunpalika   | 17 902            | 300,22           |